# Харви Кентвел
Харви Кентвел (рођен 28. јануара 1999), такође познат по свом уметничком имену Hrvy енглески је певач и телевизијски водитељ. Он је био водитељ на BBC-јевом шоу Friday Download на CBBC-у од седме до девете сезоне. Играо је улогу Мајса у првој сезони веб серије Chicken Girls на јутјуб каналу Brat. Подржавао је бенд The Vamps на њиховим турнејама 2018 Night & Day Arena Tour и 2019 Four Corners Arena Tour.

## Каријера

### 2013-2016
Hrvy-јев први сингл,"Thank You", изашао је 8. фебруара 2013.У мају 2014 Hrvy је био подршка бенду Little Mix на турнеји Salute Tour, поред бенда M.O.Међу промотивним турнејама, наступима, избацивању сибглова и другим активностима поп звезде, Кентвел се повремено појавио као гост водитељ у BBC-јевој телевизијској емисији Friday Download, затим као редовни домаћин 2015. Такође је присуствовао Slime Fest-у 2018, где је певао песме "Personal", "I Wish You Were Here" и своју верзију песме Џонаса Блуа "Mama".

### 2017-данас
Након потписивања уговора са "Virgin EMI" у фебруару 2017, он је избацио деби Holiday EP који је у себи садржао синглове "Holiday" и "Phobia", претходно истакнути на спотифајевој New Music Friday UK плејлисти. У новембру 2017. Hrvy је ибацио Talk to Ya EP где се налазио сингл "Personal". "Personal" је до данас остао оевачев најпозбатили сингл достигавши 200 милиона прегледа на јутјубу. У главној улози музичког видеа је сензација друштвених мрежа Лорен Греј. Пратећи успех, 2017. Hrvy је учествовао у Божићној турнеји бенда RoadTrip. У фебруару 2018. био је шести на листи "The Sounds of 2018" radio stanica The Courier и Newcastle Student Radio's поред свиђања Рекс Оринџ Кантрија, Брокхемптона and SG Луиса.
У априлу 2018 Hrvy је био помоћни музичар за бенд The Vamps за време њихове Night and Day Tour турнеје уз Џејкоб Сарторијуса, Њу Хоуп Клуб, Меги Линдеман и Конора Мајнарда. 25. априла 2018. избацио је сингл "Hasta Luego" са кубанско-америчком певачицом Малу Тревејо.Прве недеље по изласку, песма је достигла 5 милиона прегледа на јутјубу. У јуну 2018. ДиЏеј Џонас Блу га је позвао на сцену да отпева један од његових синглова "Mama" на Capital's Summer Time Ball-у.
У јулу 2018. Hrvy је прешао Европу на распродатој главној Европској турнеји и правио је шоуове у Америци. У августу 2018. први пут је био номинован за бразилску награду, био је номинован за BreakTudo Awards 2018 у категорији нови интернационални уметник. У септембру 2018. објавио је "'I Wish You were Here" која је била промовисана на 1's Teen Awards на ББЦ радију. Hrvy је такође те године био на 1's Brit List-у на ББЦ радиу у то време. Тог децембра Hrvy је избацио нови сингл "I Don't Think About You" и извео његов највећи главни шоу до сада у Лондону. Hrvy-јев успех у 2018. био је један од CelebMix-ових најбољих прича о успеху 2018, поред његове менаџмент компаније Alphadog Management. У јуну 2019. године Hrvy је сарађибао са јужно-корејском групом NCT Dream која је под SM Entertainment-ом. Песма "Don't Need Your Love" је избачена 6. јуна 2019. Та песма је једна од најпопуларнијих песама те групе са више од 15 милиона прегледа на јутјубу.